# Ilse Rennefeld
Ilse Rennefeld (* 1. November 1895 in Berlin als Ilse Bobreker; † 1. Januar 1984 in Köngen) war eine deutsche anthroposophische Ärztin, die durch das Unternehmen Sieben vor dem Holocaust gerettet wurde. Nach dem Zweiten Weltkrieg begründete sie eine Arztpraxis in Köngen. Dort lebte sie wie schon vor dem Krieg mit ihrem blinden Mann, dem Dichter Otto Rennefeld und einer Freundin in einer Lebensgemeinschaft. Sie bewohnten das Otto-Rennefeld-Haus, das sich zu einem Haus kultureller Begegnung entwickelte.

## Leben

### Jugend

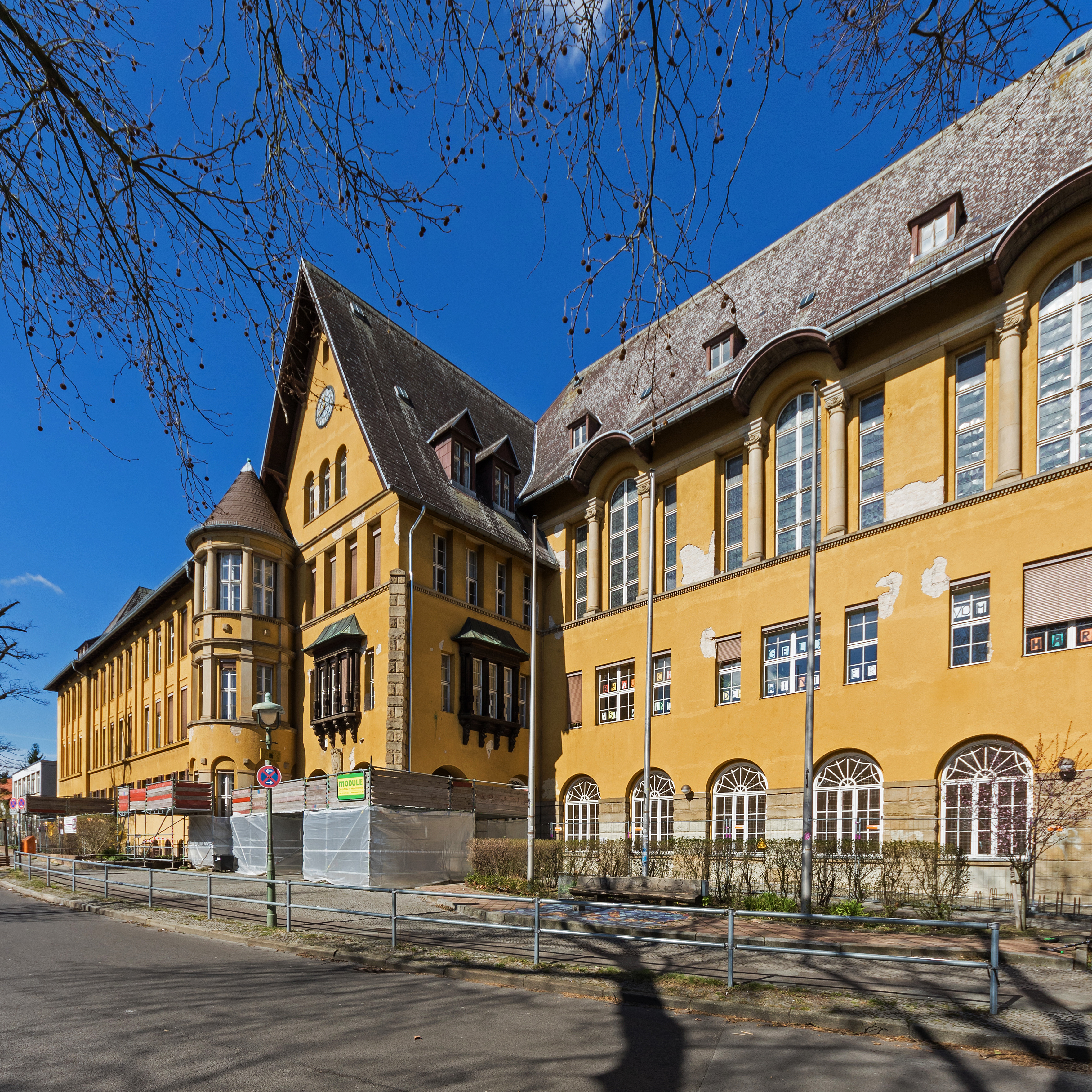
Auguste-Victoria-Schule, heute Fichtenberg-Oberschule in Berlin

Ilse Bobreker wurde am 1. November 1895 in Berlin als zweites der drei Kinder des Getreidehändlers Ferdinand Bobreker und seiner Frau Selma Jacobsohn geboren. Die jüdische Familie wohnte in Wilmersdorf in der Rankestraße 19, ab 1915 in der Kurfürstenstraße 102.
Die wohlhabenden und bildungsbeflissenen Eltern ermöglichten ihrer Tochter eine gute Ausbildung, was auch für höhere Töchter damals nicht selbstverständlich war. Sie besuchte das Realgymnasium Auguste-Victoria-Schule in Berlin-Charlottenburg, das sie 1914 mit der Reifeprüfung abschloss. Auf der Schule lernte sie 1909 die mit ihren Eltern aus Köln zugezogene Kläre Meumann (1894–1980) kennen. Zwischen beiden entwickelte sich eine tiefe Freundschaft, die ein Leben lang anhielt.

### Studium
Ilse Bobreker begann kurz vor Ausbruch des Ersten Weltkrieges im Sommersemester 1914 gemeinsam mit ihrer Schulfreundin Kläre Meumann das Studium der Medizin an der Berliner Friedrich-Wilhelms-Universität. Sie blieb bis zum Wintersemester 1916/17 eingeschrieben. Für den Studienabschluss und die Dissertation wechselten beide 1918 an die Universität Tübingen. 1919 legte Ilse ihre Doktorarbeit in Tübingen vor, am 27. Mai 1920 erhielt sie ihre Approbation in Berlin. Während der Studienzeit war sie in Kiel und Berlin in der Krankenpflege und als Assistenzärztin tätig.

### Weimarer Republik
1913 hatte Ilse Bobreker an ihrer Schule bei einer Dichterlesung ihren späteren Mann, den blinden und mittellosen Dichter Otto Rennefeld kennengelernt, der ein Jahr zuvor seine beiden ersten Gedichtbände veröffentlicht hatte. Sie verlobten sich 1919 in Tübingen und heirateten ein Jahr später an Goethes Geburtstag am 28. August 1920 in Berlin. Zuvor war Otto Rennefeld 1918 zusammen mit seiner Mutter Adele und seiner Schwester Leni von Köln nach Berlin umgezogen. Das Ehepaar und Kläre Meumann, die Freundin der Ehefrau, ließen sich in Charlottenburg nieder, zuerst in der Kantstraße 130a, ab 1932 in der Suarezstraße 64. Sie lebten von nun an in einer Lebensgemeinschaft zusammen, die nur einige Jahre in der Nazizeit unterbrochen wurde. Mit im Haus wohnten Otto Rennefelds Mutter Adele, seine Schwester Leni und Ilses Schwester Edith.
Otto Rennefeld hatte sich während des Studiums vor dem Ersten Weltkrieg auf Anregung von Freunden der Anthroposophie Rudolf Steiners zugewendet. Unter seinem Einfluss wurden auch die beiden Freundinnen zu Anhängern der anthroposophischen Bewegung und nahmen 1921 und 1924 im schweizerischen Dornach an Steiners Ärztekursen über ganzheitliche Medizin teil.
In ihrer Gemeinschaftspraxis praktizierten die Ärztinnen eine Medizin auf anthroposophischer Grundlage. Sie wurden zunächst vor allem von Patienten aus dem gehobenen Bürgertum des Berliner Westens konsultiert. Nachdem Gräfin Eliza von Moltke, ebenfalls eine Anhängerin der anthroposophischen Bewegung, Ilse Rennefelds Patientin geworden war, suchten auf ihre Empfehlung auch Angehörige der Berliner Offiziers- und Adelskreise ihren ärztlichen Beistand.
Der „Dreierbund“ der beiden Rennefelds und der Freundin Kläre Meumann führte ein offenes Haus, in dem regelmäßig Konzerte, literarische Lesungen und Arbeitsabende mit anthroposophischen Ärzten stattfanden. Die beiden Freundinnen kauften ein Grundstück in Spandau nahe der Havel und ließen dort ein Landhaus zur Erholung errichten und legten einen biologisch-dynamischen Blumen-, Obst- und Gemüsegarten an, den sie nach einem Fantasieland von Eduard Mörike „Orplid“ nannten. Otto Rennefeld unternahm mit Frau und Freundin viele Reisen in Deutschland, der Schweiz, Österreich, Italien, Finnland, Frankreich, England und der Sowjetunion.

### Nationalsozialismus

#### Berlin
Da Ilse Rennefeld Jüdin war, begann mit der Machtergreifung der Nationalsozialisten 1933 eine Zeit der existenzbedrohenden Schikanen und Demütigungen für sie. Wie allen anderen sogenannten nichtarischen Ärzten wurde Ilse Rennefeld im Juli 1933 die Krankenkassenzulassung entzogen. Im Oktober 1933 wurde ihre nebenberufliche Tätigkeit als Rettungsärztin, die sie seit 1920 ausübte, von der Stadt Berlin unter Hinweis auf den Arierparagraphen gekündigt, ebenso verlor sie die Mitgliedschaft im Berufsverein der höheren Kommunalbeamten Deutschlands. 1934 emigrierte ihre Schwester Edith mit ihrem Mann, dem Kaufmann Otto Husemeyer, nach Palästina. Da Ilse Rennefeld seit 1922 Mitglied der anthroposophienahen Christengemeinschaft war, trat sie 1934 offiziell aus dem Judentum aus, ohne jedoch daraus Nutzen ziehen zu können. Im gleichen Jahr verlor sie wie alle jüdischen Ärzte das Recht zur Ausstellung von Attesten und zur Behandlung von Beamten, Behördenangestellten und Patienten aus Privatkassen. Nach der vierten Verordnung zum Reichsbürgergesetz wurde ihr wie allen jüdischen Ärzten zum 30. September 1938 die Approbation entzogen. Die betroffenen Ärzte durften mit Genehmigung des Reichsinnenministeriums nur noch Juden, ihre Ehegatten und Kinder ärztlich versorgen.
Das Berufsverbot bedeutete für das Ehepaar Rennefeld das wirtschaftliche Ende, da Otto Rennefeld kaum über Einnahmen verfügte. Ilse Rennefeld beschloss daher, nach dem Vorbild ihrer Schwester Deutschland zu verlassen. Trotz Unterstützung durch zahlreiche Persönlichkeiten und Institutionen konnte sie kurzfristig kein aufnahmebereites Land finden. Die Novemberpogrome 1938, bei denen in Charlottenburg die randalierenden Nazitrupps bis in Ilse Rennefelds Nachbarschaft vorgedrungen waren, führten ihr noch einmal drastisch die Gefahren vor Augen, denen jüdische Bürger ausgesetzt waren.

#### Niederlande
Im Januar 1939 reiste Ilse Rennefeld zu einer „Informationsreise“ in die Niederlande (den Pass hatte sie sich vorsorglich bereits 1936 besorgt). Sie konnte vorläufig in Bosch en Duin in der Nähe von Zeist bei Utrecht in einem Heim für behinderte Kinder des anthroposophischen Arztes Bernard Lievegoed leben und arbeiten. Ihr Mann und ihre Freundin blieben in Berlin, da sie als Nichtjuden nicht gefährdet waren.
Nach dem deutschen Überfall auf die Niederlande im Mai 1940 zerschlugen sich alle Pläne für eine sichere Existenz in den Niederlanden. Während ihrer dreieinhalbjährigen Emigration konnte ihr Mann sie mehrmals, teilweise zusammen mit ihrer Freundin, unter dem Vorwand einer Augenoperation besuchen. Wie schon in Deutschland galt nach dem Überfall für Ilse Rennefeld auch in den Niederlanden Berufsverbot, außerdem wurden Juden von jedweder Teilnahme am öffentlichen Leben ausgeschlossen. 1942 drohte ihr als nunmehr Staatenloser die Deportation in das Konzentrationslager Auschwitz-Birkenau. Es gelang ihr, im Rahmen des Unternehmen Sieben Ende September 1942 über Berlin unter abenteuerlichen Umständen mit ihrem Mann nach Basel zu flüchten.

#### Schweiz
Das Schweizer Exil des Ehepaars Rennefeld in den Jahren 1942 bis 1946 war eine harte Zeit. Sie mussten immer wieder um die Verlängerung der amtlich festgesetzten Ausreisefristen bangen und durften keinerlei Erwerbstätigkeit in der Schweiz aufnehmen. Ilse Rennefelds Vater Ferdinand Bobreker starb kurz vor der Deportation nach Theresienstadt im Oktober 1942 in Berlin in seinem Haus in der Kurfürstenstrasse 102. Seine Frau Selma Bobreker wurde im September 1943 im 96. „Alterstransport“ nach Theresienstadt deportiert, wo sie im Alter von 77 Jahren im Mai 1944 ermordet wurde. Im Juni 1945 erhielt Otto Rennefeld die Erlaubnis der Schweizer Behörden zur Veröffentlichung seiner Gedichtsammlung „Ein heimatloser Mensch“.

### Nachkriegszeit
Nach Kriegsende erhielten die Rennefelds erst nach langwierigen Bemühungen im August 1946 die Genehmigung zur Einreise nach Deutschland. Kläre Meumann war 1944 nach ihrer Ausbombung in Berlin durch die Hilfe ihres anthroposophischen Freundes Emil Kühn, Teilhaber der Möbelfabrik Behr in Wendlingen, als Betriebsärztin der Firma Behr „dienstverpflichtet“ worden und hatte sich in dem Haus Nürtinger Straße 6 im schwäbischen Köngen niedergelassen. Sie nahm das Ehepaar mit großer Freude auf. Die beiden Ärztinnen führten ab September 1946 ihre Berliner Gemeinschaftspraxis in Köngen weiter. 1953 erwarben sie in der Wilhelmstraße 13 in Köngen das Haus, das später den Namen Otto-Rennefeld-Haus erhielt. Wie schon in Berlin entwickelte sich das Haus des „Dreierbunds“ auch in Köngen zu einem kulturellen Treffpunkt.

### Lebensabend
1957 starb Otto Rennefeld in Köngen nach fast 37-jähriger Ehe im Alter von 70 Jahren. 1958 holte Ilse Rennefeld die Schwester ihres Mannes, Leni Lamparter, aus Moskau zurück. Sie war 1923 mit ihrem Mann nach Tiflis ausgewandert und wurde im Krieg nach Sibirien verschleppt, wo sie zehn Jahre in Lagerhaft verbrachte. 1958 brachten die beiden Freundinnen zusammen mit Albert Steffen eine dreibändige Gesamtausgabe von Otto Rennefelds Gedichten heraus. Kläre Meumann starb 1970 im Alter von 86 Jahren nach zehnjähriger Krankheit und Pflege durch ihre Freundin, mit der sie 72 Jahre eng befreundet gewesen war. Ilse Rennefeld hielt noch bis in ihr 87. Lebensjahr hinein Sprechstunden ab. Sie betreute in Köngen auch viele Gastarbeiter aus Italien, Spanien, Jugoslawien und der Türkei, bei denen sie hohe Achtung genoss. Sie starb im Alter von 88 Jahren am 1. Januar 1984 in Köngen.

## Otto-Rennefeld-Haus
Das Otto-Rennefeld-Haus ist ein Haus kultureller Begegnung in der Wilhelmstraße 13 in Köngen, das ebenso wie das Haus Wilhelmstraße 15 von dem „Kulturförderungsverein auf anthroposophischer Grundlage Köngen-Wendlingen“ betrieben wird. Es beherbergt Versammlungsräume und die Buchhandlung „Köngener Bücherstube“.
Das Haus erwarben 1953 die beiden Ärztinnen und Freundinnen Ilse Rennefeld und Kläre Meumann zusammen mit dem Haus Wilhelmstraße 15. Vorbesitzer des Otto-Rennefeld-Hauses war der Jurist Alfred Koebel. Er hatte 1927 in Tübingen promoviert und war unter anderem Mitglied der Geschäftsleitung der Möbelfabrik Behr in Wendlingen und Geschäftsführer des Salamander-Bunds. Das Haus wurde 1927 von dem Köngener Prokuristen Arthur Zimmermann nach den Plänen des Nürtinger Architekten und Regierungsbaumeisters Alfred Pirling als zweistöckiges Einfamilienwohnhaus mit 125 Quadratmetern Grundfläche erbaut.

## Schriften
- Ilse Bobreker: Hysterische Dämmerzustände vom Charakter der Pseudodemenz nebst zwei unter dem Bilde des Puerilismus verlaufenden Fällen. Dissertation, Universität Tübingen, 1919.